# Alessandro Buongiorno
Alessandro Buongiorno (Turijn, 6 juni 1999) is een Italiaans voetballer die doorgaans speelt als centrale verdediger. In juli 2024 verruilde hij Torino voor Napoli. Buongiorno maakte in 2023 zijn debuut in het Italiaans voetbalelftal.

## Clubcarrière
Buongiorno speelde in de jeugdopleiding van Torino en tekende in februari 2018 zijn eerste professionele contract bij de club. Later dat seizoen, op 4 april, maakte de centrumverdediger zijn debuut in het eerste elftal. Op die dag werd gespeeld tegen Crotone. Andrea Belotti maakte een hattrick en Iago Falque scoorde ook voor Torino, waarna Davide Faraoni wat terugdeed: 4–1. Buongiorno moest van coach Walter Mazzarri op de reservebank beginnen en hij mocht acht minuten voor tijd invallen voor Emiliano Moretti. In de zomer van 2018 werd hij voor een seizoen verhuurd aan Carpi, uitkomend in de Serie B. De jaargang erop kwam hij in de eerste seizoenshelft niet in actie, waarna Trapani de tweede club was die hem op huurbasis overnam.
Na zijn terugkeer verlengde Buongiorno zijn contract tot medio 2024. Deze verbintenis werd in november 2021 opengebroken en met een jaar verlengd. Zijn eerste doelpunt maakte de verdediger op 3 mei 2023, toen hij op bezoek bij Sampdoria de score opende op aangeven van Ivan Ilić. Door een doelpunt van Pietro Pellegri won Torino dit duel met 0–2. Vanaf de zomer van 2022 speelde Buongiorno steeds vaker als basisspeler mee en tijdens het seizoen 2022/23 speelde hij op twee duels na alle competitiewedstrijden mee. Aan het einde van die jaargang werd de verbintenis van Buongiorno opengebroken en met drie seizoenen verlengd tot medio 2028.
Dit contract zou Buongiorno niet uitzitten; na het seizoen 2023/24, waarin hij een plekje in de Italiaanse EK-selectie veiligstelde, vertrok de centrale verdediger bij Torino. Napoli betaalde circa vijfendertig miljoen euro voor de overgang en hij zette bij zijn nieuwe club zijn handtekening onder een verbintenis voor de duur van vijf seizoenen.

## Clubstatistieken
| Seizoen | Club      | Competitie | Competitie | Competitie | Beker | Beker | Internationaal | Internationaal | Totaal | Totaal |
| Seizoen | Club      | Competitie | Wed.       | Dlp.       | Wed.  | Dlp.  | Wed.           | Dlp.           | Wed.   | Dlp.   |
| ------- | --------- | ---------- | ---------- | ---------- | ----- | ----- | -------------- | -------------- | ------ | ------ |
| 2017/18 | Torino    | Serie A    | 1          | 0          | 0     | 0     | —              | —              | 1      | 0      |
| 2018/19 | → Carpi   | Serie B    | 18         | 0          | 0     | 0     | —              | —              | 18     | 0      |
| 2019/20 | Torino    | Serie A    | 0          | 0          | 0     | 0     | —              | —              | 0      | 0      |
| 2019/20 | → Trapani | Serie B    | 13         | 0          | 0     | 0     | —              | —              | 13     | 0      |
| 2020/21 | Torino    | Serie A    | 12         | 0          | 2     | 0     | —              | —              | 14     | 0      |
| 2021/22 | Torino    | Serie A    | 23         | 0          | 2     | 0     | —              | —              | 25     | 0      |
| 2022/23 | Torino    | Serie A    | 34         | 1          | 4     | 0     | —              | —              | 38     | 1      |
| 2023/24 | Torino    | Serie A    | 28         | 3          | 2     | 0     | —              | —              | 30     | 3      |
| 2024/25 | Napoli    | Serie A    | 0          | 0          | 0     | 0     | —              | —              | 0      | 0      |
| Totaal  | Totaal    | Totaal     | 129        | 4          | 10    | 0     | 0              | 0              | 139    | 4      |

Bijgewerkt op 26 juli 2024.

## Interlandcarrière
Buongiorno maakte zijn debuut in het Italiaans voetbalelftal op 18 juni 2023, toen de wedstrijd om de derde plek voor de UEFA Nations League 2022/23 gespeeld werd tegen Nederland. Van bondscoach Roberto Mancini mocht Buongiorno in de basisopstelling beginnen, naast Francesco Acerbi centraal achterin. Hij speelde het gehele duel mee. Namens Nederland scoorden Steven Bergwijn en Georginio Wijnaldum, maar Italië won met 2–3 door treffers van Federico Dimarco, Davide Frattesi en Federico Chiesa.
In mei 2024 werd Buongiorno door bondscoach Luciano Spalletti opgenomen in de voorselectie voor het EK 2024 in Duitsland. Hij werd vervolgens op 6 juni 2024 opgenomen in de definitieve selectie. Italië eindigde als tweede in een groep met Albanië, Spanje en Kroatië, waarna het in de achtste finales werd uitgeschakeld met een 2–0 nederlaag tegen Zwitserland. Buongiorno kwam op het toernooi niet in actie. Zijn toenmalige clubgenoten Ricardo Rodríguez (Zwitserland), Nikola Vlašić (Kroatië), Raoul Bellanova (eveneens Italië), Ivan Ilić en Vanja Milinković-Savić (beiden Servië) waren ook actief op het EK.
| Interlands van Alessandro Buongiorno voor Italië | Interlands van Alessandro Buongiorno voor Italië | Interlands van Alessandro Buongiorno voor Italië | Interlands van Alessandro Buongiorno voor Italië | Interlands van Alessandro Buongiorno voor Italië | Interlands van Alessandro Buongiorno voor Italië |
| №                                                | Datum                                            | Wedstrijd                                        | Uitslag                                          | Competitie                                       | Goals                                            |
| Als speler bij Torino                            | Als speler bij Torino                            | Als speler bij Torino                            | Als speler bij Torino                            | Als speler bij Torino                            | Als speler bij Torino                            |
| ------------------------------------------------ | ------------------------------------------------ | ------------------------------------------------ | ------------------------------------------------ | ------------------------------------------------ | ------------------------------------------------ |
| 1                                                | 18 juni 2023                                     | Nederland – Italië                               | 2 – 3                                            | Nations League 2022/23                           |                                                  |
| 2                                                | 20 november 2023                                 | Oekraïne – Italië                                | 0 – 0                                            | EK 2024 kwalificatie                             |                                                  |
| 3                                                | 21 maart 2024                                    | Venezuela – Italië                               | 1 – 2                                            | Vriendschappelijk                                |                                                  |
| 4                                                | 9 juni 2024                                      | Italië – Bosnië en Herzegovina                   | 1 – 0                                            | Vriendschappelijk                                |                                                  |

Bijgewerkt op 26 juli 2024.